# 山室晋也
山室晋也（やまむろ しんや、1960年 - ）は、日本の実業家。清水エスパルス代表取締役社長。妻は歯科医師。

## 人物・経歴
1960年三重県生まれ。三重県立桑名高等学校、立教大学経済学部を卒業後、第一勧業銀行(現みずほ銀行)入行。みずほ銀行では4店の支店長を経験し、支店長在任17期中15期で総合成績優秀賞を受賞する。
2011年から執行役員、2013年にみずほマーケティングエキスパーツ代表取締役社長。同年千葉ロッテマリーンズ顧問を経て、2014年に社長就任。営業利益マイナス25億(着任前の直近5年間平均)の千葉ロッテマリーンズを、6年間で「創業以来初の単体黒字」「売上1.8倍」「球団創立以来最多観客数」などを達成する。その経歴から「リアル・半沢直樹」とも言われる。
2020年より現職、清水エスパルスの社長に就任。
清水エスパルスの経営面においては、コロナ禍において厳しい経営環境にある中でも、本拠地・IAIスタジアムの指定管理者の受託や、Jリーグ初のファナティクス・ジャパンとのパートナーシップ契約などの改革を実践した。2022年シーズンには、地方クラブとして初の新国立競技場でのホームゲームを開催し、同年のＪ1リーグ最多入場者数（同クラブ史上最多）56,131人を達成し、クラブ売上は史上最高の５０億円超を記録した。2023年にはルーツである市民クラブ清水FCから創設55周年を企画し、新国立競技場で記念試合を開催Ｊ2リーグ史上最多入場者数47,628人を達成した。

## 著書
- 『経営の正解はすべて社員が知っている』ポプラ社 (2021/2/10)